# Villa Malaspina
La Villa Malaspina di Caniparola è ubicata ai piedi delle colline del Comune di Fosdinovo, non lontano dai comuni di Sarzana e Castelnuovo Magra.

## Storia
Il primo nucleo è una torre quadrata medievale, quasi sicuramente un insediamento militare, oggi inglobata nell'angolo nord-est della villa. Di questa torre si hanno notizie in un documento del codice Pelavicino del 1231, il quale la indica come "castrum quod dicitur Mons Johanes", corrispondente al toponimo "Montesagna" della collinetta contigua alla costruzione. Nel 1724 Gabriele III Malaspina costruì in questo sito la sua residenza estiva (la cosiddetta villa Malaspina) e le diede la forma che ancora oggi possiede, portando a termine il progetto del suo predecessore Carlo Francesco Agostino Malaspina, che vi morì all'interno nel 1722. Dopo la discesa di Napoleone e la perdita dei beni feudali da parte dei Malaspina, la villa passò al nipote di Carlo Emanuele (l'ultimo Marchese di Fosdinovo), Giuseppe Malaspina, quindi ad Alfonso Malaspina, per infine arrivare al nipote Alessandro Torrigiani Malaspina.
All'interno del progetto "Lombardia Beni Culturali", portale dedicato al patrimonio culturale Lombardo, sono presenti riferimenti a disegni dell'architetto Domenico Martinelli relativi al progetto della villa come lui stesso riferisce "da erigersi nuovamente in Caniparola", commissionato dal marchese Carlo Francesco Agostino Malaspina e probabilmente realizzati durante il soggiorno del Martinelli stesso in Italia nel 1699-1700, anche se molto più realisticamente furono realizzati nel suo rientro in patria nel 1705. I disegni, in totale 3, riguardano il prospetto della villa e sezione della cappella privata.
Attualmente è residenza privata della famiglia Zuccarino di Carrara.

## Descrizione

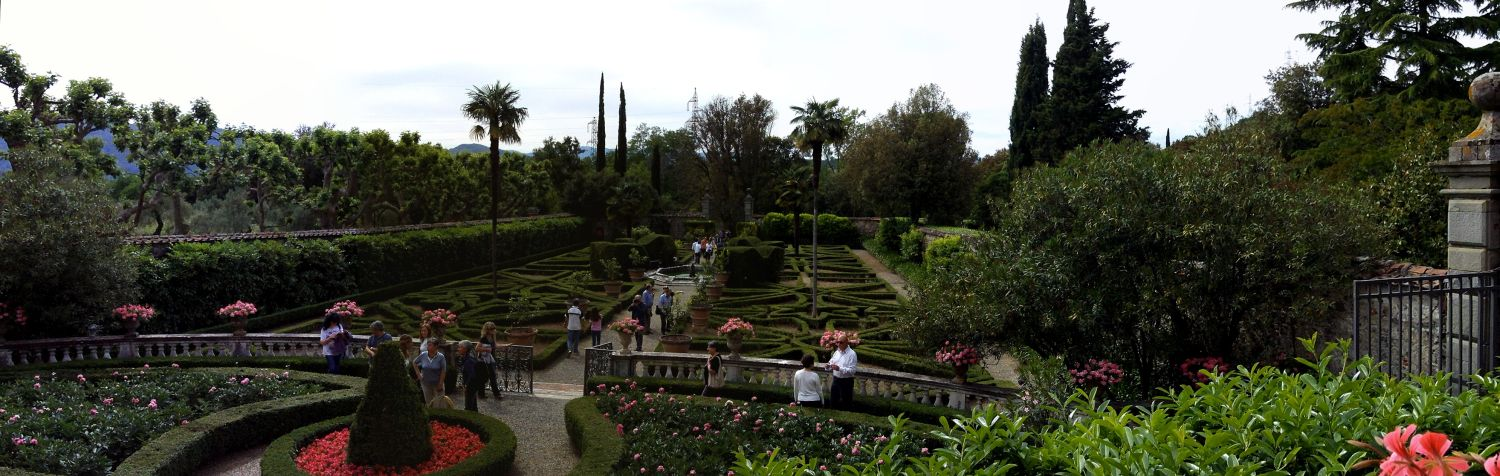
Giardino stile italiano della villa fotografato dal loggiato

Si sviluppa su tre piani. Presenta un basamento con un motivo a scarpa, simile a una fortificazione. Originariamente la facciata principale controllava il ponte sul torrente Isolone. Il piano nobile si raggiunge con una scala a due rampe che porta al vasto salone affrescato da Antonio Contestabile di Piacenza, particolarmente attivo anche a Pontremoli, così come l'altro salone affrescato nel 1728 dal pontremolese Giovan Battista Natali. È circondata da un esteso parco e da un signorile giardino all'italiana. All'interno ospita anche un grandioso salone a volume doppio ed una bellissima biblioteca, affacciata sul giardino. Presenta splendidi affreschi su volte e pareti.
Il giardino, opera del marchese Gabriele III Malaspina, è composto da aiuole contornate di bosso, la peschiera centrale e il giardino segreto. Dalla parte opposta del giardino vi è un ampio orto murato chiuso da un imponente cancello in ferro battuto

## Il fantasma del marchese Carlo Francesco Agostino
Come in quasi tutte le dimore storiche, anche Villa Malaspina ha il suo corredo di storie di fantasmi. La più famosa, e soprattutto documentata riguarda una misteriosa apparizione. Il Branchi racconta che nel 1722, successivamente alla morte proprio in questo luogo del marchese Carlo Francesco Agostino Malaspina, i suoi due figli Gabriele ed Azzolino, in Caniparola, "nel traversare una via, videro alla finestra della casa di delizia notata, una persona in veste da camera, come appunto era solito quando era in vita stare a quella il marchese Carlo, ed avvicinatisi ad essa il loro padre medesimo nella indicata persona ravvisarono: fecero immediatamente dal fattore aprire la casa che era disabitata, e nessuno vi fu trovato; ma i due fratelli, spregiudicati ed adulti, perché il primo aveva compiuti 27 anni e il secondo 25, tornarono a casa assai spaventati, e fu del fatto menato tanto rumore, che il Governatore di Fivizzano, allora un Guglielmo Capponi, credé proprio debito doverne dar parte con certa serietà al suo superiore governo”.